# 스야마 아키오
스야마 아키오(일본어: 陶山 章央 すやま あきお[*], 1968년 7월 8일 ~ )는 일본의 남성 성우. 오사카부 출신. 시그마 세븐 소속.